# Club Baloncesto Jairis
El Club Baloncesto Jairis, conocido como Hozono Global Jairis por motivos de patrocinio, es el club decano de baloncesto de la Región de Murcia (España), con sede en Alcantarilla. Su primer equipo sénior femenino compite en la Liga Femenina desde la temporada 2022/2023.

## Historia
Fundado en 1954, es el club de baloncesto más antiguo de la Región de Murcia. Inició su actividad deportiva en un solar de tierra del pueblo de Alcantarilla de la mano de un grupo de amigos bajo la denominación IRIS, cuenta la leyenda que por lo diverso del colorido de las improvisadas equipaciones de los jugadores. Unos años más tarde, en 1960, auspiciado por su fundador D. Fausto Vicent López, y ya bajo la denominación definitiva de Club Baloncesto Jairis, el club de Alcantarilla comenzó a participar en competiciones federadas de Baloncesto, Fútbol y Atletismo, si bien en la actualidad el deporte de la canasta el único que perdura en el club. 
En la temporada 2013-14 lograría el hito de los ascensos de sus tres equipos senior (a LF2 y 1ª Nacional los femeninos, y a Liga EBA el masculino), algo que hasta entonces no había logrado ningún club español, y que mereció el reconocimiento expreso del presidente de la Federación Española de Baloncesto, José Luis Sáez.

### Liga EBA
En la temporada 2018-19, llega al banquillo Xavier Sánchez Bernat con el que acabaría la liga regular del Grupo E de Liga EBA en la cuarta posición.
En la temporada 2019-20, estaría a las órdenes del exjugador Pepe Llorente hasta la finalización de la liga en marzo de 2020, en el que el club murciano acaba la liga regular en tercera posición del "Grupo E" de Liga EBA, antes del parón del coronavirus, lo que a la postre supondría el ascenso a la Liga LEB Plata, tras la renuncia del Valencia Basket a la plaza ofrecida anteriormente.

### Liga LEB Plata
En julio de 2020 el conjunto murciano sería inscrito para hacer su debut en LEB Plata durante la temporada 2020-21.

## Instalaciones
El Club Baloncesto Jairis juega en el Pabellón Municipal Fausto Vicent. Ctra. de Mula, s/n - Alcantarilla (Murcia). 1260 espectadores. Construido en 1994.

## Trayectoria
| Temporada | Nivel | División         | Pos. | G–P   | Postemporada                    | Copa de la Reina | Supercopa     | Competiciones europeas | Competiciones europeas |
| --------- | ----- | ---------------- | ---- | ----- | ------------------------------- | ---------------- | ------------- | ---------------------- | ---------------------- |
| 2017–18   | 3     | Primera Nacional | ?    | –     | Ascenso                         |                  |               |                        |                        |
| 2018–19   | 2     | Liga Femenina 2  | 11º  | 8–18  |                                 |                  |               |                        |                        |
| 2019–20   | 2     | Liga Femenina 2  | 9º   | 8–13  |                                 |                  |               |                        |                        |
| 2020–21   | 2     | Liga Femenina 2  | 3º   | 17–9  | Fase de grupos (por el ascenso) |                  |               |                        |                        |
| 2021–22   | 2     | LF Challenge     | 2º   | 24–6  | Ascenso                         |                  |               |                        |                        |
| 2022–23   | 1     | Liga Femenina    | 14º  | 11–19 |                                 |                  |               |                        |                        |
| 2023–24   | 1     | Liga Femenina    | 5º   | 16–14 | Cuartos de final                |                  |               |                        |                        |
| 2024–25   | 1     | Liga Femenina    | 5º   | 18–12 | Cuartos de final                | Campeón          | Semifinalista | (2) EuroCup            | R16                    |

## Entrenadores
- 2014-2015  Francis Carrasco
- 2018-2019  Xavier Sánchez Bernat
- 2019-2020  Pepe Llorente
- 2020-Actualidad  Andrés Medina